# Hans Jelmoli
Hans Jelmoli (* 17. Januar 1877 in Zürich; † 6. Mai 1936 in Zürich) war ein Schweizer Komponist und Pianist.

## Leben
Hans Jelmoli entstammte einer schweizerischen Familie, die das gleichnamige Unternehmen und Warenhaus Jelmoli in der Schweiz gegründet hatte. Musikalisch ausgebildet wurde er bei Bernhard Scholz, Iwan Knorr und Engelbert Humperdinck am Hoch’schen Konservatorium in Frankfurt. Klavierunterricht erhielt er bei Ernst Engesser. 1898 bis 1899 wirkte er als dritter Dirigent am Stadttheater Mainz und von 1899 bis 1900 als zweiter Dirigent am Stadttheater Würzburg. Nach Zürich zurückgekehrt, wurde Jelmoli dort als Pianist, Komponist und Musikkritiker (1906 bis 1911 für die Zürcher Post) tätig. 1907 heiratete er Martha Henggeler. 1920 wurde Hans Jelmoli Mitglied der Auswahlkommission der Musikakademie in Zürich.
Als Klaviersolist, Liedbegleiter oder Kammermusiker konzertierte Jelmoli erfolgreich in der Schweiz und im Ausland. Dank umfangreicher Sprachkenntnisse war er in der Lage, Opernlibretti für Komponistenkollegen zu übersetzen.

## Werk
Als Komponist schrieb Jelmoli zahlreiche Bühnen- bzw. Schauspielmusiken (u. a. zu Shakespeares The Comedy of Errors oder Büchners Leonce und Lena) sowie mehrere Opern (u. a. Sein Vermächtnis und Prinz Goldhaar und die Gänsehirtin). Hinzu kommen Werke für Klavier, Kammermusik sowie Lieder und Liedzyklen mit Klavier-, Orchester- oder kammermusikalischer Begleitung. Ausserdem komponierte er seinerzeit häufig aufgeführte Chorwerke, die sowohl durch Textwahl als auch in melodischer Hinsicht Inspirationen durch die Volksmusik seiner Heimat erkennen lassen.